# Јеврејски народни календар
Јеврејски народни календар је календар који је излазио годишње почев од 1935. до 1941. године у Београду и Загребу.Био је културно-политички и национални часопис и један од најквалитетнијих у том периоду.

## Историјат
Јеврејски народни календар је излазио од 1935. до 1941. године на српскохрватском језику. Часопис је издавала "Библиотека јеврејског народног календара", а уредништво је било у Београду и Загребу. Излазио је годишње и објављено је укупно шест издања. Сем календарског дела, главни део календара чинили су и текстови из историје, разни преводи и књижевни прилози. Прилози и чланци у њему су били штампани и латиницом и ћирилицом. Насловна страна свих бројева била на латиници док је први број изашао у издању са насловном страном на ћирилици.

### Периодичност излажења
Јеврејски народни календар је излазио годишње.

### Изглед листа
Календар је био илустрован, посебан део су чинили прилози са страницама у боји. Формат календара је био 14x20 cm. 
Број страна по бројевима је био:
- Јеврејски народни календар 5696, 1935/1936. - 188 страна
- Јеврејски народни календар 5697, 1936/1937. - 190 страна
- Јеврејски народни календар 5698, 1937/1938. - 183 страна
- Јеврејски народни календар 5699, 1938/1939. - 173 страна
- Јеврејски народни календар 5700, 1939/1940. - 175 страна
- Јеврејски народни календар 5701, 1940/1941. - 191 страна

### Нумерисање календара
Год. 1 (1935/1936)(5696) - год. 6 (1940/1941)(5701).

### Место и година издавања
Београд, Загреб, 1935 - 1941.

### Штампарија
Календар је штампан у Београду у штампарији "Слобода" Перера и Ђорђевић, и у Сарајеву у штампарији "Менахема Папо".У Сарајеву се штампао календарски део са хебрејским словима.

## Уредници
Уредник у Београду је био Давид А. Леви-Дале, а у Загребу Александар Клајн (Klein).